# Vaxdockan
Vaxdockan är en svensk film från 1962 i regi av Arne Mattsson och med manus av Lars Forssell. 

## Handling
Lundgren är en ensamstående nattvakt som förälskar sig i en skyltdocka. Han tar skyltdockan med sig hem, och skaffar kläder och saker till den. I hans värld får dockan liv och de börjar prata med varandra.
Hans grannar börjar undra över hans beteende. De bryter sig in i hans lägenhet och finner honom tillsammans med dockan. Grannen slänger dockan i golvet, och Lundgren hämnas genom att skjuta mot grannen.
Till slut försöker han göra sig av med dockan genom att slå sönder den och sänka den i en väska i vattnet. När han kommer hem igen, möts han av dockan som har fått liv.

## Om filmen
Filmen är inspelad i Stockholm och i Metronome Studios i Stocksund.

## Rollista
- Per Oscarsson – Lundgren
- Gio Petré – skyltdockan
- Tor Isedal – grannen Fredriksson
- Elsa Prawitz – hyresvärdinnan
- Bengt Eklund – Håkansson
- Malou Nordgren – Malou, Håkanssons dotter
- Dagmar Olsson – Håkanssons hustru
- Mimi Nelson – tidningsbudet
- Rick Axberg – sonen
- Elisabeth Odén – fru Ström
- Olle Grönstedt – herr Ström
- Agneta Prytz – fröken Lind, damen med katterna
- Lennart Norbäck – mannen i porten
- Mia Nyström – kvinnan i porten
- Mona Andersson – expediten

## Musik i filmen
- Visan om dockan och nattvakten, musik Ulrik Neumann, text Lars Forssell
- Kärleksvals, musik Ulrik Neumann, text Håkan Elmquist

### Webbkällor
- Vaxdockan på Svensk Filmdatabas